# Tipula gressittiana
Tipula gressittiana är en tvåvingeart som beskrevs av Alexander 1971. Tipula gressittiana ingår i släktet Tipula och familjen storharkrankar. Inga underarter finns listade i Catalogue of Life.